# Acosmeryx rufescens
Acosmeryx rufescens är en fjärilsart som beskrevs av Clayton Dissinger Mell 1922. Acosmeryx rufescens ingår i släktet Acosmeryx och familjen svärmare. Inga underarter finns listade i Catalogue of Life.